# 141P/Machholz 2-D
141P/Machholz 2-D, komet Jupiterove obitelji, objekt blizu Zemlji. 